# Blériot-SPAD S.46
Dimensions
Le Blériot-SPAD S.46 est un petit avion de ligne français des années 1920, développé à partir du Blériot-SPAD S.33. Comme son prédécesseur, c'était un biplan classique qui permettait de faire voyager quatre passagers assis dans une cabine fermée tandis que le pilote et parfois un cinquième passager montaient dans un cockpit ouvert. 

Le S.46 avait une aile redessinée de plus grande envergure et un moteur beaucoup plus puissant. Ce modèle a été employé par la compagnie aérienne Franco-Roumaine, qui a acheté 38 des 40 exemplaires produits pour une utilisation sur ses vols d'Europe continentale.
En 1922, l'un des S.46, modifié pour utiliser un moteur plus puissant Lorraine 12E Courlis W-12 de 451 ch a été redésigné S.86. En 1929, il a été changé pour un moteur Hispano-Suiza dans la même gamme de puissance et redésigné S.126.
En 1925, les 34 avions franco-roumains survivants ont été rappelés dans les ateliers Blériot où ils ont subi une remise à neuf en intégrant diverses améliorations. Ces avions remis à neuf ont été redésignés S.66. Un de ces avions a ensuite été également modifié pour utiliser un moteur plus puissant Renault 12Ja V-12 de 450 ch et redésigné S.116.

## Variantes
S.46
Avion de ligne monomoteur, équipé d'un moteur Lorraine-Dietrich 12Da V-12 de 276 ch.
S.66
38 appareils S.46 remis à neuf.
S.86
Un S.46 a été modifié et a été équipé d'un moteur plus puissant Lorraine 12E Courlis W-12 de 451ch.
S.116
Un S.66 a été modifié et a été équipé d'un moteur plus puissant Renault 12Ja V-12 de 450 ch.
S.126
Le S.86 a été modifié de nouveau, quand il a été équipé d'un moteur Hispano-Suiza 12Ha V-12 de 450 ch.

## Utilisateurs
France
- Franco-Roumaine (38 avions)